# صدقيا
صدقيا (إسمه باللغة العبرية צִדְקִיָּהוּ ،معناه الله عادل) هو أخر ملك لمملكة يهوذا من سلالة داؤد، اسمه الحقيقي هو متنيا، تولى الحكم في سنة 597 ق م بعد حصار القدس أي بعد السبي البابلي الأول. وهو ابن الملك يوشيا من زوجته حموطل، نصبه الملك البابلي نبوخذ نصر الثاني ملكاً على يهوذا بعد أن سبى يهويا كين ابن أخيه الذي قاد عصيان يهوذا الأول على بابل بعد أبيه يهوياقيم. تولى صدقيا الحكم وعمره 21 سنة، وحسب ما يبدو أنه كان قليل الخبرة بأمور الحكم لكونه لم يكن من ورثة العرش اليهوذي من البداية. ومع أن نبوخذنصر هو الذي نصبه ملكا على يهوذا في 597 ق. م إلا أنه قرر العصيان على بابل مرة أخرى بسبب التحريض من شعبه من جهة وتشجيع من مصر من جهة أخرى. هُزم من البابليين في سنة 587 ق. م في حصار القدس الثاني، وتم سبي معظم سكان يهوذا إلى بابل وتم تدمير معبد سليمان. وحسب ما ذكر في سفر إرميا أن نبوخذنصر جلب صدقيا عنده وأمر بقتل أولاد صدقيا أمام عينيه، وثم أمر بقلع عيني صدقيا. وبعد ذلك لم تذكر مصادر التوراة مصيره وكيفية وفاته. ومع أن مملكة يهوذا كانت قد سقطت تقريباً في سنة 587 ق. م، إلا أن البابليين قرروا تعيين شألتيل ملكا على الذين أبقوهم البابليين في أورشليم خلفاً لصدقيا.